# Adelphomyia discalis
Adelphomyia discalis är en tvåvingeart som först beskrevs av Alexander 1936.  Adelphomyia discalis ingår i släktet Adelphomyia och familjen småharkrankar. Inga underarter finns listade i Catalogue of Life.